# باتريك إم. غاليفان
باتريك إم. غاليفان هو سياسي أمريكي، ولد في 18 نوفمبر 1960. نشط حزبياً في الحزب الجمهوري. وقد انتخب عضو مجلس ولاية نيويورك ‏.

## وصلات خارجية
- الموقع الرسمي